# Вівчарик шелюговий
Вівча́рик шелюговий або вівчарик арктичний (Phylloscopus borealis) — вид горобцеподібних птахів родини вівчарикових (Phylloscopidae). Гніздиться в північній Євразії і на Алясці, зимує в Південно-Східній Азії. В Україні рідкісний, залітний вид. Японські і камчатські вівчарики раніше вважалися підвидами шелюгового вівчарика, однак були визнані окремими видами.

## Опис
Довжина птаха становить 11,5-13 см, вага 7,5-15 г. Верхня частина тіла оливково-зеленувато-сіра, тім'я дещо тьмяніше, надхвістя світліше. Нижня частина тіла білувата. Над очима вузькі, довгі, жовтуваті "брови". Першорядні і другорядні покривні пера крил на кінці світлі. Дзьоб відносно великий, міцний, знизу біля основи світлий. Спів — швидкі, низькі, тріскотливі трелі. Крик — високий, різкий "дзрі", що нагадує крик пронурка або звичайної вівсянки.

## Поширення і екологія
Шелюгові вівчарики гніздяться від північної Скандинавії на схід до Чукотки, а також на заході Аляски, що робить цей вид єдиним представником родини, що мешкає в Північній Америці. Найпівденніші популяції шелюгового вівчарика гніздяться в північній Монголії, Маньчжурії, та, можливо, в Північній Кореї. Взимку шелюгові вівчарики мігрують до Південно-Східної Азії, переважно на острови Малайського архіпелагу. Оскільки туди мігрують навіть скандинавські і аляскинські попуції, шелюгові вівчарики мають одні з найдовших шляхів міграції всередині свої родини (до 13000 км в одну сторону).
Шелюгові вівчарики живуть в тайзі і лісотундрі. Зазвичай вони зустрічаються у відкритих хвойних лісах, а також в широколистяних лісах, що складаються з беріз, тополь і верб, в густому підліску і в карликових верболозах у вогогих долинах. Можуть гніздитися на висоті до 2500 м над рівнем моря, в заростях вище верхньої межі лісу. Часто гніздяться поблизу води. На зимівлі шелюгові вічарики зустрічаються на узліссях мішаних і тропічних лісів, у вторинних заростях і прибережних лісах, на краях полів, в садах і мангрових заростях, на висоті до 1800 м над рівнем моря.

## Гніздування

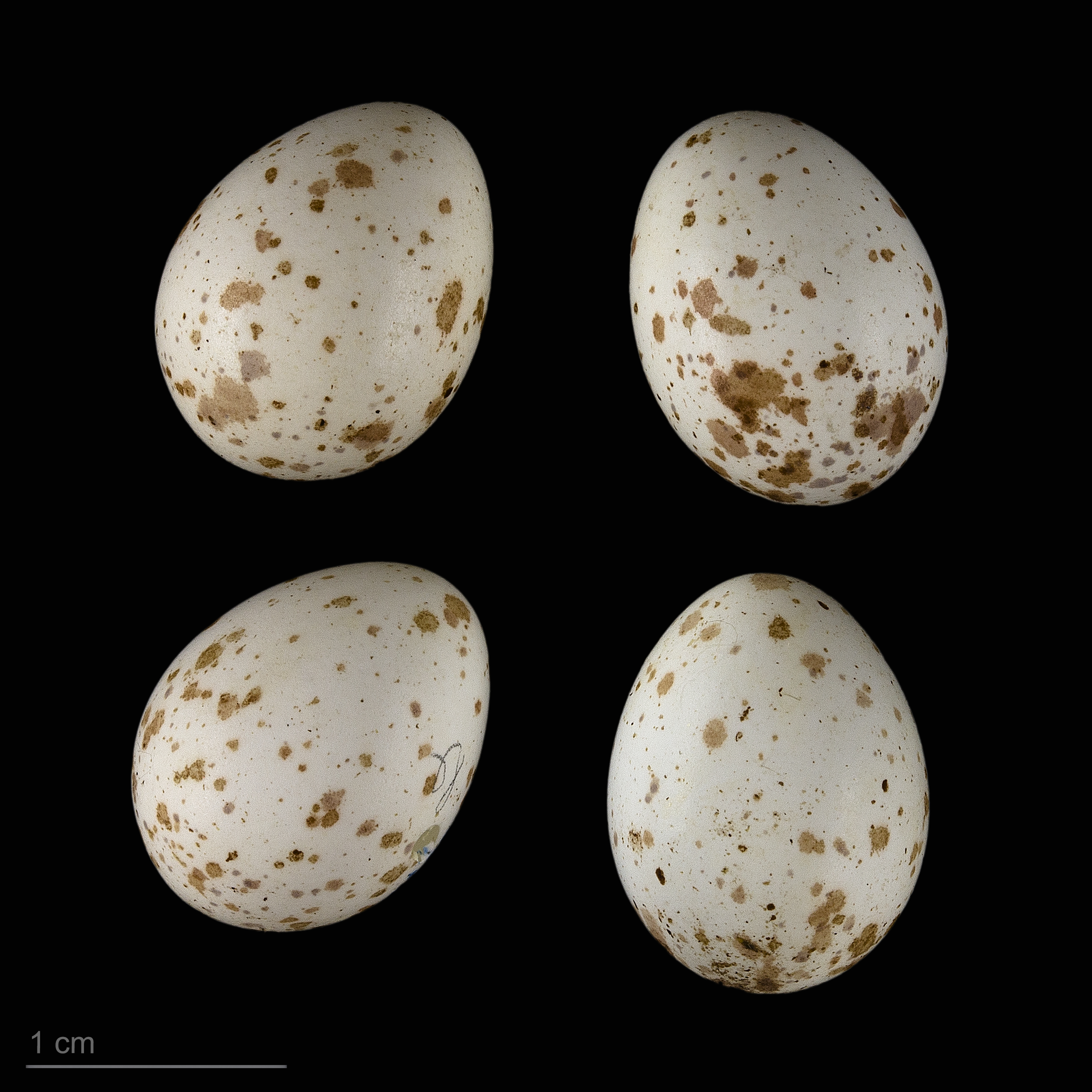
Яйця Phylloscopus borealis, Тулузький музей

Сезон розмноження у шелюгових вівчариків триває з кінця травня по червень. Гніздо будує самиця, воно має куполоподібну форму з бічним входом, робиться з трави, моху, листя, встелюється м'якою травою. Воно розміщується на землі, часто на покритому мохом ґрунті під густими чагарниками, в природній заглибині між корінням дерев або серед купин трави. В кладці від 5 до 7 білих яєць, поцяткованих дрібними коричневими плямками. Інкубаційний період триває 11-13 днів. Пташенята покидають гніздо через 12-14 днів після вилуплення, однак батьки продовжують піклуватися про них ще приблизно 2 тижні. За сезон може вилупитися один виводок.

## Живлення
Шелюгові вічарики живляться дрібними комахами, зокрема жуками, мухами, комарами, попелицями і одноденками, а також павуками, дрібними равликами та іншими дрібними безхребетними. Вони шукають їжу в кронах дерев та на вершинах чагарників. 

## Збереження
МСОП класифікує цей вид як такий, що не потребує особливих заходів зі збереження. За оцінками дослідників, популяція шелюгових вівчариків становить від 7,4 до 14 мільйонів птахів.